# Dvorac Ostrogon
Dvorac Ostrogon (mađarski: Esztergomi vár) se nalazi na brdu Várhegy u gradu Ostrogonu iznad Dunava, 60 km sjeverno-zapadno od Budimpešte. 
Na mjestu Ostrogonskog dvorca u ranom srednjem vijeku stajala je velikomoravska utvrda. Kada je 960. godine Gejza, veliki knez Mađara, izabrao Ostrogon za svoje sjedište, dao je između 969. – 975. godine izgraditi dvorac na brdu Várhegy u kojemu je rođen njegov sin Vajk, kasniji mađarski kralj Stjepan I. Sveti. Knežev dvor se nalazio na sjevernoj strani brda, a na samom vrhu nalazila se bazilika posvećena sv. Adalbertu, tu je po legendi kršten Stjepan I. Sveti. Crkva svetog Adalberta je bila sjedište nadbiskupa Ostrogona i u to doba katedralna rimokatolička crkva u Mađarskoj. Nadbiskup iz Ostrogona bio je odgovoran za deset biskupija koje je utemeljio Stjepan I. Sveti, a on je i krunio mađarske vladare sve do 1241. godine i invazije Mongola.
U Ostrogonu je 1000. godine Stjepan I. Sveti okrunjen za kralja i tada je izgrađen dvorac koji nije bio samo kraljevska rezidencija već političko i vjersko središte Mađarske. Od tada pa sve do početka 13. stoljeća Ostrogon je bio glavni grad Mađarske. Kraj 13. stoljeća bio je početak pada Ostrogona. Isprva su mongolske provale ugrozile grad i njegove stanovnike. Nakon zimskog pustošenja grad je obnovljen, ali je Bela IV. svoje sjedište premjestio u Budim, prepustivši Ostogon nadbiskupu.
Dvorac je imao veliku važnost tijekom Mađarsko-turskih ratova, a osvojili su ga Osmanlije, za vrijeme vladavine Sulejmana I., 3. kolovoza 1543. godine, jer je imao stratešku važost za okupaciju Budimskog područja. No, već 1594. godine napada ga velika vojska koju su činili Nijemci, Poljaci i Mlečani. Za razliku od napadačke vojske, obranbena vojska u dvorcu je bila vrlo mala. Budući da Mehmed-paša Sokolović nije bio u dvorcu, njega je branio njegov sinovac, Lala Mehmed-paša Sokolović. Usprkos hrabrom otporu, Osmanlije su ga morali napustiti zbog gladi i žeđi.
Osmanlije ponovno opsjedaju dvorac 1605. godine i 25. rujna, Lala Mehmed-paša Sokolović koji je u međuvremenu postao veliki vezir Carstva, osvojio je dvorac nakon 30-dnevne opsade. Tijekom Velikog turskog rata, nakon neuspješne druge opsade Beča (1683.), snage Svetog Rimskog Carstva i europskih sila Svete lige u svom pohodu preko Mađarske preotele su i Ostrogonski dvorac iz turskih ruku.
God. 1993., Mađarska je nominirala Ostrogonski dvorac za upis na UNESCO-ov popis mjesta svjetske baštine u Europi.

## Vanjske poveznice
- Galerija fotografija